# Mark Frechette
Mark Frechette (Boston, 1947. december 4. – Norfolk, Massachusetts, 1975. szeptember 27.) amerikai színész.

## Élete és pályafutása
Mark Frechette egy bostoni ács volt.
A Zabriskie Point film forgatása után Frechette és Daria Halprin egy kaliforniai kommunába mentek, ahol 2 évig éltek.
Frechette 1973-ban bankrablásba keveredett, melynek során egyik társát a rendőrök lelőtték. Frechette 15 év börtönbüntetést kapott, és a börtönben hunyt el tisztázatlan körülmények között 1975. szeptember 27-én. Az egyik verzió szerint szökni próbált, és agyonlőtték. A másik verzió szerint súlyemelés közben egy kb. 70 kilós súly a nyakára esett, amitől megfulladt.
Mark tragédiáját a külföldre emigrált magyar filmrendező, Magyar Dezső így idézte fel:
„Az első barátom például Mark Frechette, a Zabriskie Point főszereplője volt. Akartunk csinálni egy filmet, a Bűn és bűnhődés egy részletét adaptáltuk, mert úgy éreztük, Amerika igazi dosztojevszkiji világ. Mark kijelentette, hogy szerez pénzt a filmre Bostonban. Kétnaponként telefonált, s mindig azt mondta: a pénz már majdnem megvan. Egyik nap felhívott, hogy másnapra hozza az ötmillió dollárt. Óriási! Este néztem a tévét, egyszer csak azt mondja a bemondó, hogy talán emlékeznek még, hölgyeim és uraim, arra a fiatalemberre, ácsból lett színészre, Mark Frechette-re, aki Michelangelo Antonioni Zabriskie Pointjában játszott. Ma este fegyveres rablást követett el Bostonban, agyonlőtt két őrt, letartóztatták. Később 30 év börtönre ítélték. De a történetnek még nincs vége. A börtönben írt egy darabot a Watergate-botrányról, óriási sikerrel előadta a fegyencekkel. Kb. egy év múlva »szökés közben« lelőtték. Hát, ez is Amerika.” (Filmkultúra, 1987. március, 40. o.)

## Filmográfia
- 1970: Zabriskie Point
- 1970: Tűz a Monte Fiorón (Uomini contro)
- 1971: La Grande Scrofa Nera